# 아르디피테쿠스
아르디피테쿠스(Ardipithecus)는 플리오세 초기의 약 440만년 전에 살았던 사람아과의 화석 인류로 아르디피테쿠스속(Ardipithecus)에 속한다.
이 속은 아프리카 유인원(침팬지속(Pan)과 고릴라속(Gorilla))의 여러 특징을 공유하고 있다.

## 종
아르디피테쿠스 라미두스(Ardipithecus ramidus)와 아르디피테쿠스 카다바(Ardipithecus kadabba) 2종이 있다.

## 아르디피테쿠스 라미두스
아르디피테쿠스 라미두스는 약 440만년 전부터 420만년 전에 살았던 화석이다. 이것은 초기 두발걷기로의 진화를 보여주고 있다. 1992년 12월 20일 캘리포니아대학교 교수 팀 화이트는 에티오피아 아와쉬 강에서 발견되었다. 이 종은 숲에서 살았을 가능성이 높다. 어떤 이들은 이를 오스트랄로피테쿠스로 분류한다. 키는 약 120 cm 이고 몸무게는 약 54kg이다. 팀 화이트 교수에 따르면 아르디는 직립보행을 했다고 한다.

## 아르디피테쿠스 카다바
아르디피테쿠스 카다바는 1994년 도쿄대학 쓰와 겐 교수가 발견한 580만~520만년 전의 화석이다. 어떤 이들은 아르디피테쿠스 라미두스의 아종으로 보기도 한다.

## 같이 보기
- 화석 인류